# Agrofert
Agrofert, a.s. er et tjekkisk konglomerat med hovedkvarter i Prag. De driver virksomhed indenfor landbrug, fødevareindustri, kemisk industri, byggeri, logistik, skovbrug, energi og medier. Forretningerne foretages i EU og Kina og igennem 250 datterselskaber.

Virksomheden blev etableret af Andrej Babiš i 1993. Han var leder af virksomheden indtil 2014 og ejer indtil 2017.